# 囊谦土司
囊谦土司（藏語：ནང་ཆེན་རྒྱལ་པོ，威利转写：nang chen rgyal po），又称隆庆土司、囊谦王、囊谦千户、昂欠千户，是安多地区囊谦（今青海省玉树藏族自治州囊谦县）一带的一个世袭土司。为玉树二十五族土司（隆庆二十五族）之一。
囊谦家族姓“智”（འབྲི），是古代藏族六大姓氏之一。“囊谦”在藏语中意为“内大相”，因其祖先吉乎·祜隆荣布曾担任吐蕃帝国的内大相，故而以此作为家族名。
吐蕃王朝崩溃后，囊谦家族第四十七代首领者哇阿路割据今日囊谦县一带自立，称囊谦王。他在1175年（淳熙二年）内附南宋，被册封为第一代囊谦土司。1239年，蒙古将军阔端入侵吐蕃，囊谦土司阿约哇归附，元朝承认所辖六部落的领地和属民。
囊谦土司信奉藏传佛教的噶举派。清朝初年，囊谦土司受到信奉苯教的白利土司的入侵。1639年，囊谦土司在和硕特汗国固始汗的帮助下打败白利土司，恢复了领地。囊谦土司向西藏朝贡。1726年，雍正帝实行藏区分治，囊谦土司被任命为囊谦千户，统辖囊谦、称多、玉树的头人，归西宁办事大臣管辖之下。1862年，瞻对土司被农奴起义军首领波日·工布朗结篡夺土司之位，工布朗结发兵攻打四邻，命令囊谦土司官却拉加投降，被拒绝。后来，囊谦土司协助清朝镇压了这个起义。
第七十代土司（第七世囊谦千户）旺泽·才旺拉加在位期间，于1914年因与德格土司就称多的纠纷导致动乱。当时德格土司隶属于四川，囊谦土司隶属于青海。川军欲胁迫囊谦土司归附于自己，马家军随即派兵支援囊谦。最终由北洋政府勘定边界，将囊谦土司判归西宁，才得以平息。1932年，发生康藏边界纠纷，西藏派兵攻打玉树。囊谦土司没有抵抗，玉树被西藏占领。后囊谦被马家军夺回，玉树防守司令马彪以通敌为名，向囊谦土司强征粮食金银等物。1937年，囊谦土司与德格土司联姻，化解了两个家族间的矛盾。
1949年9月，得知中国人民解放军占领西宁以后，囊谦土司扎西才旺多杰率其属下归附中国共产党。1955年玉树地区实行民主改革，扎西才旺多杰被废除土司之位。